# Петдесет и трети пехотен осоговски полк
Петдесет и трети пехотен полк е български пехотен полк, формиран през 1912 година и взел участие в Балканската, Междусъюзническата, Първата и Втората световна война.

## Формиране
Историята на полка започва на 20 септември 1912 година, когато в Плевен се формира Петдесет и трети пехотен полк.

## Балкански войни (1912 – 1913)
Полкът е формиран във връзка с избухването на Балканската война (1912 – 1913), като влиза в състава на 9-а пехотна плевенска дивизия. След края на войната през май 1913 година е разформиран, като от състава му се формира 1-ва пехотна резервна дивизия. 

## Първа световна война (1915 – 1918)
На 14 септември 1915 в Кюстендил във връзка с мобилизацията за Първата световна война (1915 – 1918) полкът е формиран отново под името Петдесет и трети пехотен резервен полк от състава на 13-и пехотен рилски и 26-и пехотен пернишки полк.
При намесата на България във войната полкът разполага със следния числен състав, добитък, обоз и въоръжение:
| Числен състав                                       | Добитък   | Обоз                       | Въоръжение                           |
| --------------------------------------------------- | --------- | -------------------------- | ------------------------------------ |
| Офицери: 44 Чиновници: 5 Подофицери и войници: 3659 | Коне: 689 | Обикновени: 1 Товарни: 629 | Пушки и карабини: 2755 Картечници: 4 |

Първоначално влиза в състава на 3-та бригада от 7-а пехотна рилска дивизия, а впоследствие - на Сборната дивизия. На 12 декември 1917 г. от части на 16–и, 53–и и 54–и пехотен полк се формира 4-ти планински пехотен полк. На 5 октомври 1918 г. полкът се завръща в Кюстендил и започва демобилизация, като действащите чинове се превеждат към 13-и пехотен рилски полк, като на 31 декември 1918 г. полкът е окончателно разформиран.

## Втора световна война (1941 – 1945)
За участие във Втората световна война (1941 – 1945) полкът е формиран през март 1943 година в Куманово под името Петдесет и трети пехотен осоговски полк от 2-ра дружина на 52-ри пехотен моравски полк. Влиза в състава на 14-а пехотна вардарска дивизия. През декември 1943 г. и първата половина на 1944 г. част от състава на полка взема участие в акции по преследване на нелегални и партизани в района на Козяк планина, Кратовска и Кривопаланска околии. На 8 септември 1944 година започва изтеглянето си от Куманово, като на 1 октомври същата година е разформиран в Дупница. До окончателното ликвидиране на полка от 10 октомври до 20 декември остава да действа Ликвидационно бюро, което от 25 ноември 1944 г. е на гарнизон в Горна Оряховица.

## Наименования
През годините полкът носи различни имена според претърпените реорганизации:
- Петдесет и трети пехотен полк (20 септември 1912 – май 1913)
- Петдесет и трети пехотен резервен полк (14 септември 1915 – 31 октомври 1918)
- Петдесет и трети пехотен осоговски полк (март 1943 – 1 октомври 1944)

## Командири
Званията са към датата на заемане на длъжността.
| №  | звание       | име                  | дати                           |
| -- | ------------ | -------------------- | ------------------------------ |
| 1. | Полковник    | Атанас Узунов        | Балканска война                |
| 2. | Подполковник | Младен Станев        | 14 септември 1915 – април 1916 |
| 3. | Полковник    | Константин Ламбринов | април 1916 – 16 септември 1918 |
| 4. | Полковник    | Асен Дипчев          | 1943 – 1943                    |
| 5. | Подполковник | Тодор Сапунджиев     | 1943 – 1944                    |